# Comté de McDonald
Le comté de McDonald (McDonald County) est un comté du Missouri aux États-Unis. Le siège du comté se situe à Pineville. Le comté fut créé en 1849 et nommé en hommage au sergent Alexander McDonald, soldat durant la guerre d'indépendance des États-Unis.  Au recensement de 2000, la population était constituée de 21.681 individus. Le comté fait partie de la zone métropolitaine de Fayetteville-Springdale-Rogers.

## Géographie
Selon le bureau du recensement des États-Unis, le comté totalise une surface 1.398 km² dont 1 km² d’eau. 

### Comtés voisins
- Comté de Newton (Missouri) (nord)
- Comté de Barry (Missouri) (est)
- Comté de Benton (Arkansas) (sud)
- Comté de Delaware (Oklahoma) (ouest)
- Comté d'Ottawa (Oklahoma) (nord-ouest)

### Routes principales
- U.S. Route 71
- Missouri Route 43
- Missouri Route 59
- Missouri Route 76
- Missouri Route 90

## Démographie
Selon le recensement de 2000, sur les 21.681 habitants, on retrouvait 8.113 ménages et 5.865 familles dans le comté. La densité de population était de 16 habitants par km² et la densité d’habitations (9 287 au total)  était de 7 habitations par km². La population était composée de 89,66 % de blancs, de 0,18 %  d’afro-américains, de 2,88 % d’amérindiens et de 0,14 % d’asiatiques.
35,70 % des ménages avaient des enfants de moins de 18 ans et 57,6 % étaient des couples mariés. 28,9 % de la population avait moins de 18 ans, 8,7 % entre 18 et 24 ans, 28,6 % entre 25 et 44 ans, 22,6 % entre 45 et 64 ans et 11,3 % au-dessus de 65 ans. L’âge moyen était de 34 ans. La proportion de femmes était de 100 pour 102,6 hommes.
Le revenu moyen d’un ménage était de 27.010 dollars.

## Villes et cités
| - Anderson - Caverna - Ginger Blue | - Goodman - Jane - Lanagan | - Longview - Noel - Pineville | - Powell - Rocky Comfort - Southwest City | - Tiff City |  |